# Shishak (Biblisk person)

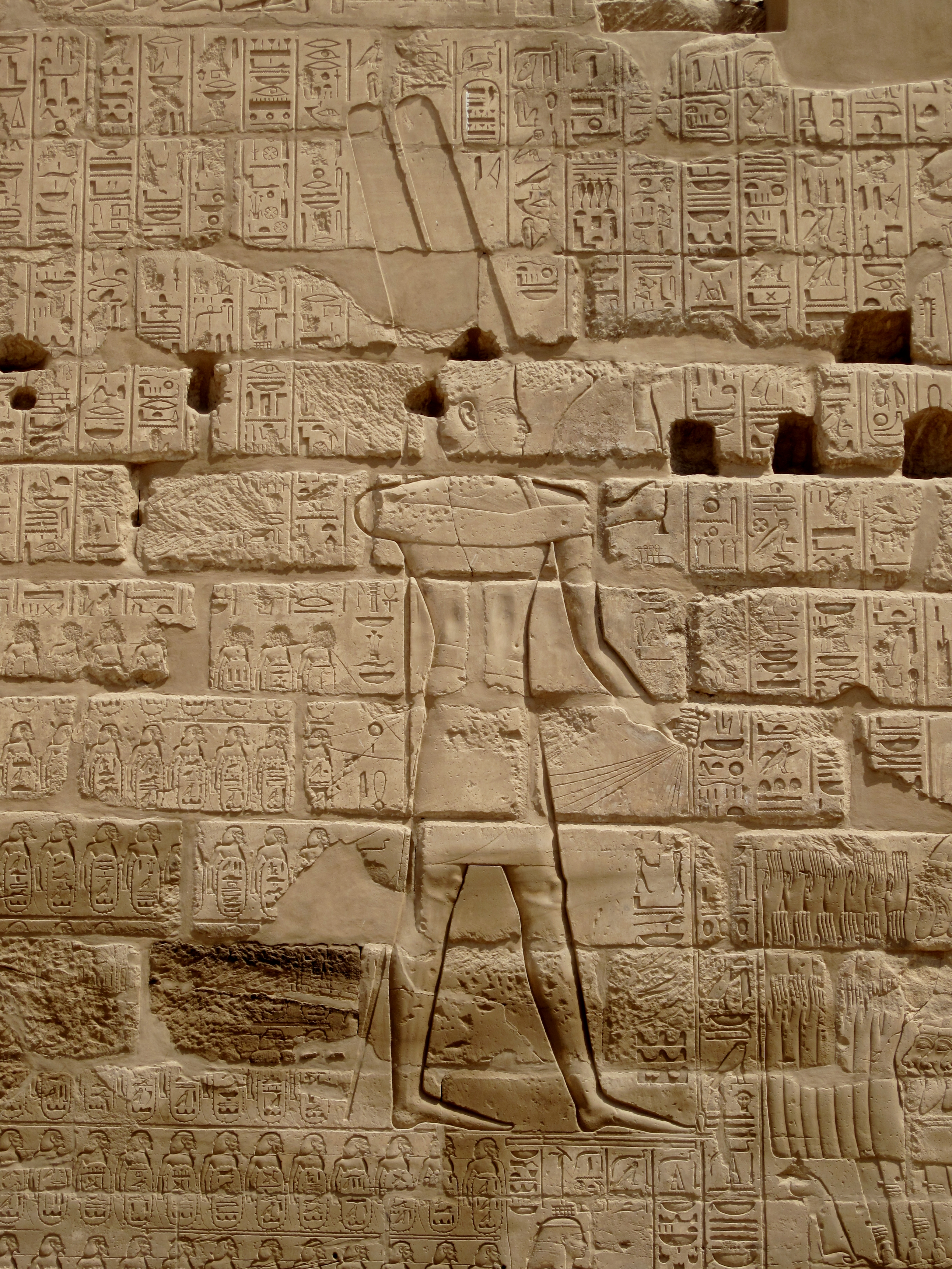
Hieroglyfer vid Bubastisporten i Karnaktemplet som listar de städer farao Shoshenk I erövrade under sin Kananitiska kampanj. Jerusalem omnämns inte på listan.

Shishak, Shishaq eller Susac var enligt Gamla testamentet och Toran en egyptisk farao som plundrade Jerusalem på 900-talet f.Kr. Han har ofta identifierats som farao Sheshonk I i den 22:a dynastin.

## Gamla testamentet
Enligt första kungaboken 14:25 och andra krönikeboken 12:1-12 ska Shishak ha erbjudit Jerovam av Israel fristad mot slutet av kung Salomos tid och vid Salomos död blev Jerovam kung över de norra israelitiska stammarna och därmed riket Israel. Rehabeam var samtidigt kung av Juda som var Israels fiender och för att hjälpa sin allierade drog Shishak in i Juda med en armé av 60000 ryttare och 1200 stridsvagnar. Med på kampanjen var även libyer, sukkiter och kushiter som egyptiska allierade. Shishak intog Jerusalem utan motstånd och skonade därmed själva staden och dess befolkning. Dock lät han länsa templet på dess skatter och fick bland annat med sig guldsköldar som Salomon gjort. Rehabeam ersatte dem senare med mässingsköldar.
I andra krönikeboken står:
"När Shishak, kung av Egypten, anföll Jerusalem tog han templets alla skatter och skatterna i kungliga palatset. Han tog allt, till och med guldsköldarna Salomon låtit tillverka."
När Josefus skrev "Judarnas fornhistoria" la han till att Shishak hade 400 000 infanterisoldater med sig utöver ryttarna och stridsvagnarna. Han berättar även där att den egyptiska armén inte mötte något motstånd då alla fästningar kapitulerade inför dem. Även Jerusalem kapitulerade då Rehabeam var rädd för faraos armé. Tack vare kapitulationen skedde ingen plundring av Juda rike utöver de skatter som togs från templet och kungliga palatset. Jerovam skall även ha varit gift med en egyptisk prinsessa vid namn Ano som var syster till Shishaks fru.

## Shishak och farao Sheshonk I
Shishak kom tidigt att anses vara den egyptiske faraon Sheshonk I. Sheshonk härskade i Egypten på 900-talet f.Kr. vilket är den period som Jerusalem skall ha plundrats. Genom flera stelar funna i Egypten och Kanaan kan man utröna att Sheshonk mycket riktigt utförde en kampanj i Kanaan där han plundrade eller krävde tribut från flera städer. Detta efter att han besegrat nomadstammarna på Sinaihalvön vid slaget vid Bittersjöarna. Den mest kända inristningen är Bubastiteporten i Karnak där Sheshonk skrivit en lista över alla städer han erövrade under sin kampanj. Flera av städerna ligger i vad som kom att bli kungariket Israel och vissa av dem omnämns i Gamla testamentet som städer som kapitulerade. Namnet Shishak är dessutom lingvistiskt likt namnet Sheshonk, särskilt om man beaktar att n:et är tyst "Sheshok".

## Ifrågasatta delar av historien.

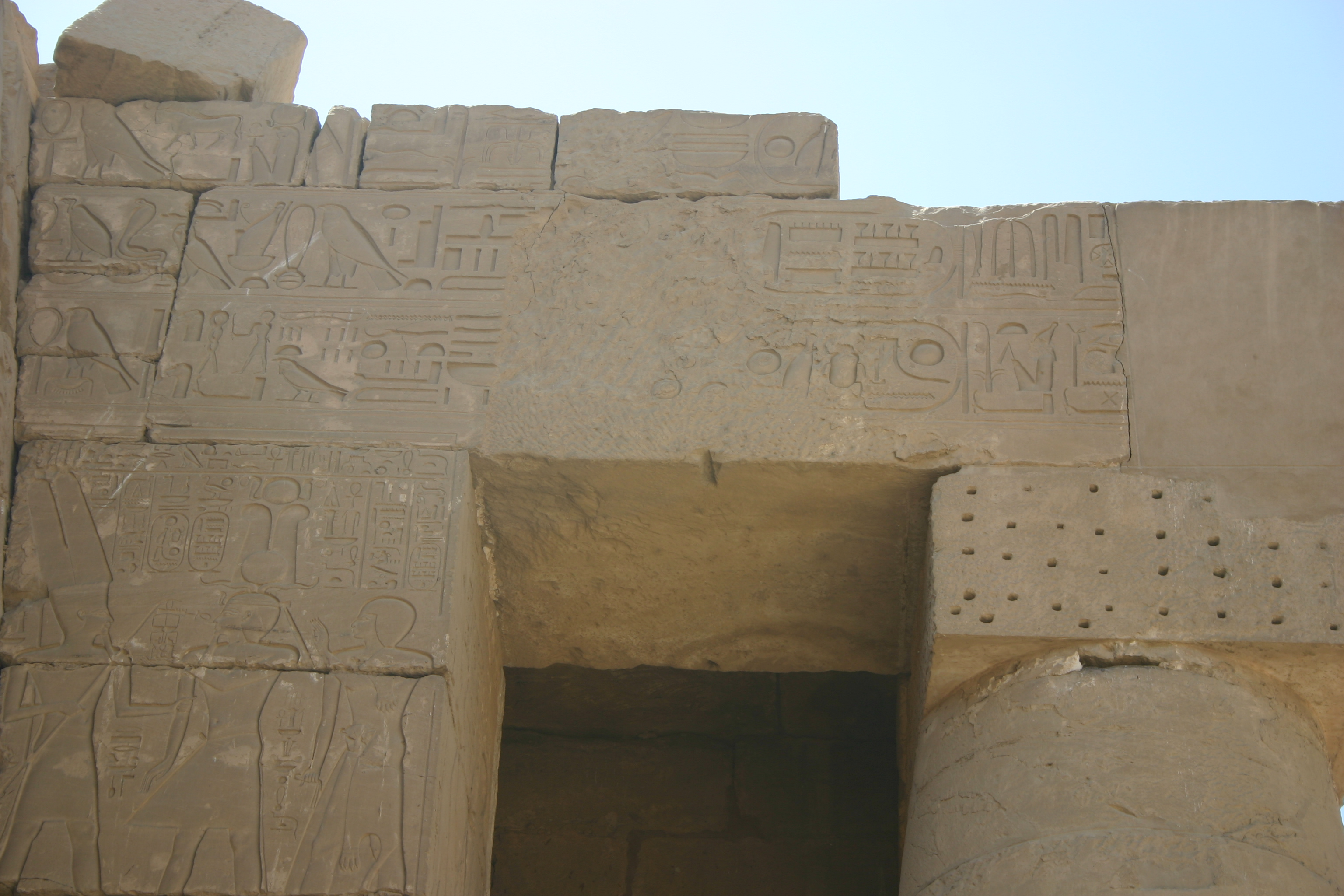
Bubastisporten vid Karnaktemplet.

De flesta egyptologer är överens om att det antal trupper Shishak skall ha haft med sig på sin kampanj är kraftigt överdrivet och menar att en tiondel av styrkan skulle vara mer sannolikt. Att föra 60 000 ryttare och 400 000 man över Sinaiöknen skulle under perioden ha varit en logistisk omöjlighet. I övrigt finns inga bevis för att egypterna använt sig av beridna trupper innan den 27:e dynastin (525 f.Kr., under det persiska riket). I övrigt är den mängd skatter som Shishak skall ha fått med sig osannolik. Det finns inga arkeologiska bevis för att Judarna under 900-talet f.Kr. hade enade kungadömen och Israel Finkelstein menar att den materiella kulturen under perioden var alltför primitiv för att innehålla dessa skatter. Finkelstein menar istället att plundringen "Snarare är en teologisk konstruktion än historiska fakta."
I övrigt upptar Sheshonks lista över städer varken Jerusalem eller att han anfallit ett kungadöme vid namn Juda, inte heller något Israel eller israeliter nämns. Detta trots att Jerusalem förekommer i egyptiska källor så tidigt som på 1400-talet f.Kr. och israeliterna nämns första gången på 1200-talet f.Kr. då som en seminomadisk folkstam. Anledningen till Sheshonks invasion av Kanaan verkar ha varit en naturlig fortsättning på en kampanj som påbörjades mot nomadstammarna på Sinaihalvön och ingen allierad Jerovam nämns.
Avsaknaden av Jerusalem i Sheshonks skrifter har förklarats med att staden gav upp och därmed inte nedtecknades som erövrad men samtidigt står andra städer som enligt bibeln kapitulerade utan strid med på listan. Den mest vedertagna teorin är därmed att Shishak är Sheshonk I och att berättelsen grundats på en riktig kampanj mot Kanaan som israeliterna troligtvis själva upplevde. Dock anses antalet trupper, skatterna samt kampanjens omfattning ha överdrivits kraftigt i de israelitiska skribenternas återberättande av händelsen.